# 一般命令第一號

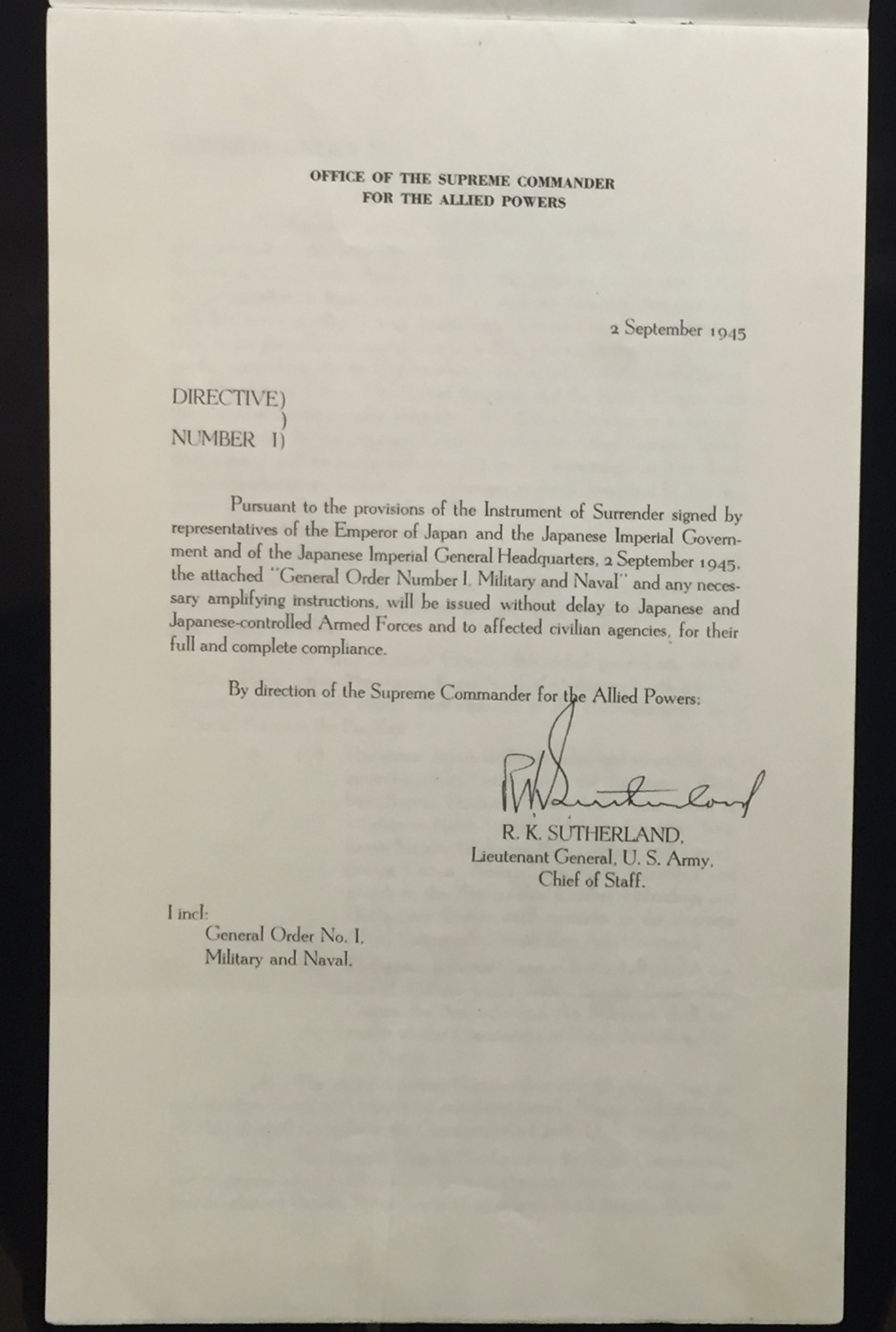
日本外務省外交檔案館保存的一般命令第一號附信。

《一般命令第一號》（英語：General Order No. 1）是第二次世界大戰日本向同盟國無條件投降後，由美軍參謀長聯席會議制定，於1945年8月17日經美國總統杜魯門核准，送交盟軍最高統帥麥克阿瑟元帥供其在1945年9月2日的受降儀式上發佈予日方代表，再由日本帝國大本營對所有日軍發佈的軍事命令，其內容為解除日本武裝的指示以及軍事佔領日本帝國全領域的規範。該命令為了實行正式投降的流程，要求各地日軍司令官立即聯繫各指定的同盟成員國司令官或其代表。